# Triphaenopsis inornata
Triphaenopsis inornata är en fjärilsart som beskrevs av Matsumura 1926. Triphaenopsis inornata ingår i släktet Triphaenopsis och familjen nattflyn. Inga underarter finns listade i Catalogue of Life.